# Claudio de Lorena
Claude Gellée (Chamagne, Lorena, entre 1600 y 1605-Roma, Estados Pontificios, 23 de noviembre de 1682), más conocido en español como Claudio de Lorena (en francés Claude Lorrain, pronunciado [klod lɔ.ʁɛ̃], aunque en su país es más conocido simplemente como Le Lorrain [«el lorenés»]), fue un pintor y grabador francés establecido en Italia. Perteneciente al período del arte barroco, se enmarca en la corriente denominada clasicismo, dentro del cual destacó en el paisajismo. De su extensa producción, hoy en día, subsisten 51 grabados, 1200 dibujos, y unos 300 cuadros.
Generalmente descrito por sus contemporáneos como una persona de carácter apacible, era reservado y totalmente dedicado a su oficio. Casi desprovisto de educación, se dedicó al estudio de temas clásicos y labró por sí mismo su fortuna, desde un origen humilde hasta alcanzar la cima del éxito personal. Se abrió camino en un ambiente de gran rivalidad profesional, que, sin embargo, le llevó a tratar con nobles, cardenales, papas y reyes. Su posición dentro de la pintura de paisaje es de primer orden, hecho remarcable por la circunstancia de que en el ámbito anglosajón —donde su obra fue muy valorada e incluso influyó en la jardinería inglesa— sea únicamente conocido por su nombre de pila, Claude, al igual que artistas como Miguel Ángel, Rafael o Rembrandt. Gran innovador dentro del género paisajístico, ha sido calificado como el «primer paisajista puro».
Lorrain reflejó en su obra un nuevo concepto en la elaboración del paisaje basándose en referentes clásicos —el denominado «paisaje ideal»—, que evidencia una concepción ideal de la naturaleza y del propio mundo interior del artista. Esta forma de tratar el paisaje le otorga un carácter más elaborado e intelectual y se convierte en el principal objeto de la creación del artista, la plasmación de su concepción del mundo, el intérprete de su poesía, que es evocadora de un espacio ideal, perfecto.
Uno de los elementos más significativos en la obra de Lorrain es la utilización de la luz, a la que concede una importancia primordial a la hora de concebir el cuadro: la composición lumínica sirve en primer lugar como factor plástico, al ser la base con la que organiza la composición, con la que crea el espacio y el tiempo, con la que articula las figuras, las arquitecturas, los elementos de la naturaleza; en segundo lugar, es un factor estético, al destacar la luz como principal elemento sensible, como el medio que atrae y envuelve al espectador y lo conduce a un mundo de ensueño, un mundo de ideal perfección recreado por el ambiente de total serenidad y placidez que Claude crea con su luz.
La obra de Lorrain expresa un sentimiento casi panteísta de la naturaleza, que es noble y ordenada como la de los referentes clásicos de que se nutre el opus loreniano, pero aun así libre y exuberante como la naturaleza salvaje. Recrea un mundo perfecto ajeno al paso del tiempo, pero de índole racional, plenamente satisfactorio para la mente y el espíritu. Sigue aquel antiguo ideal de ut pictura poesis, en que el paisaje, la naturaleza, traducen un sentido poético de la existencia, una concepción lírica y armonizada del universo.

Claude conocía el mundo con el corazón hasta el último detalle. Se servía del mundo para expresar lo que sentía en el alma. ¡Esto es el verdadero idealismo!
Goethe

## Biografía

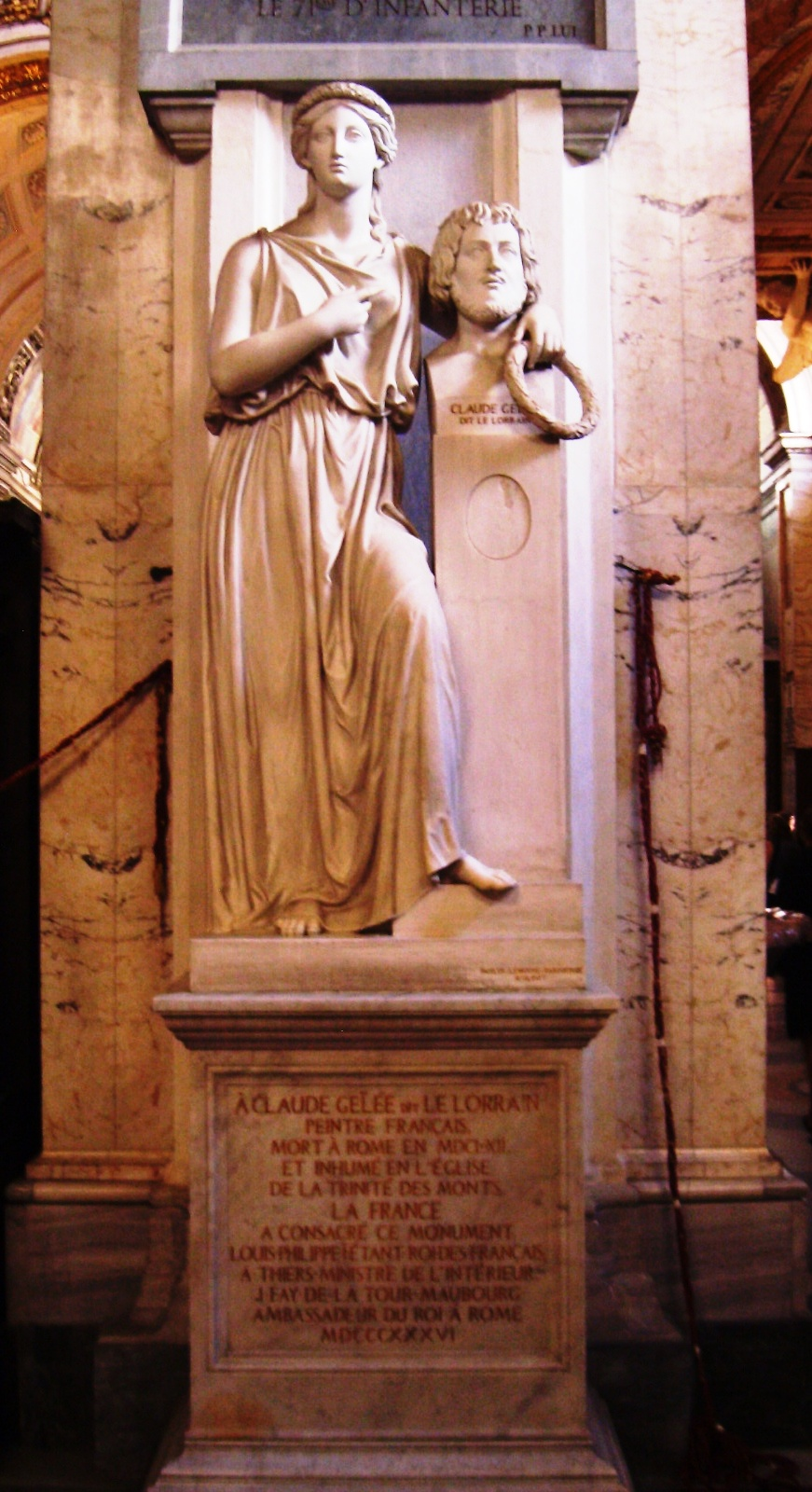
Monumento fúnebre de Lorrain en la iglesia de San Luis de los Franceses (Roma).

La vida de Lorrain es conocida principalmente por sus dos primeros biógrafos: el pintor alemán Joachim von Sandrart (Die Deutsche Akademie, 1675), que convivió con él en Roma; y el filólogo e historiador Filippo Baldinucci (Notizie de' professori del disegno da Cimabue in qua, 1681-1728), que recabó información de los sobrinos del artista. Claude nació en 1600 en Chamagne, cerca de Lunéville, al sur de Nancy, en el ducado de Lorena, por aquel entonces una región independiente. Era hijo de Jean Gellée y Anne Pedrose, de origen campesino, pero con una posición algo acomodada, y fue el tercero de siete hijos. Huérfano desde 1612, pasó una breve estancia con su hermano mayor en Friburgo de Brisgovia; este, escultor de madera especializado en marquetería, le enseñó los rudimentos del dibujo.
En 1613 viajó a Roma, donde trabajó de pastelero, oficio tradicional lorenés. Posiblemente entonces entró al servicio de Agostino Tassi, un pintor paisajista tardomanierista, del que posteriormente fue discípulo. Entre 1619 y 1621 se estableció en Nápoles, donde estudió pintura junto a Gottfried Wals, un mal conocido pintor de paisajes originario de Colonia. Cabe señalar que no está del todo acreditado si su primera formación fue con Tassi y luego con Wals o viceversa, dados los escasos datos que se conservan sobre el artista en estos años.
En 1625 inició un viaje por Loreto, Venecia, Tirol y Baviera, y volvió a su lugar de origen, estableciéndose en Nancy por año y medio. Aquí colaboró como ayudante de Claude Deruet, pintor de la corte ducal, y trabajó en los frescos de la iglesia de los Carmelitas de Nancy (hoy perdidos). Por último, en 1627 regresó a Roma, ciudad donde permaneció el resto de sus días. De vida tranquila y ordenada, una vez establecido en Roma solo cambió de domicilio en una ocasión, de la Via Margutta a la Via Paolina (actual Via del Babuino). Aunque se mantuvo soltero, tuvo una hija natural, Agnese, con la que convivió junto a dos sobrinos venidos igualmente de Lorena, Jean y Joseph Gellée.
En los años 1630 empezó a consolidarse como pintor, haciendo paisajes inspirados en la campiña romana, de aire bucólico-pastoril. Firmaba sus cuadros como le lorrain («el lorenés»), por lo que empezó a ser conocido como Claude Lorrain. En Roma contactó con Joachim von Sandrart y otros extranjeros establecidos en la sede papal (Swanevelt, Poelenburgh, Breenbergh), con los que se introdujo en la pintura paisajista. También hizo amistad con Nicolas Poussin, otro francés afincado en Roma. Poco a poco fue mejorando su posición, por lo que pudo tomar a su servicio un ayudante, Gian Domenico Desiderii, que trabajó con él hasta 1658.

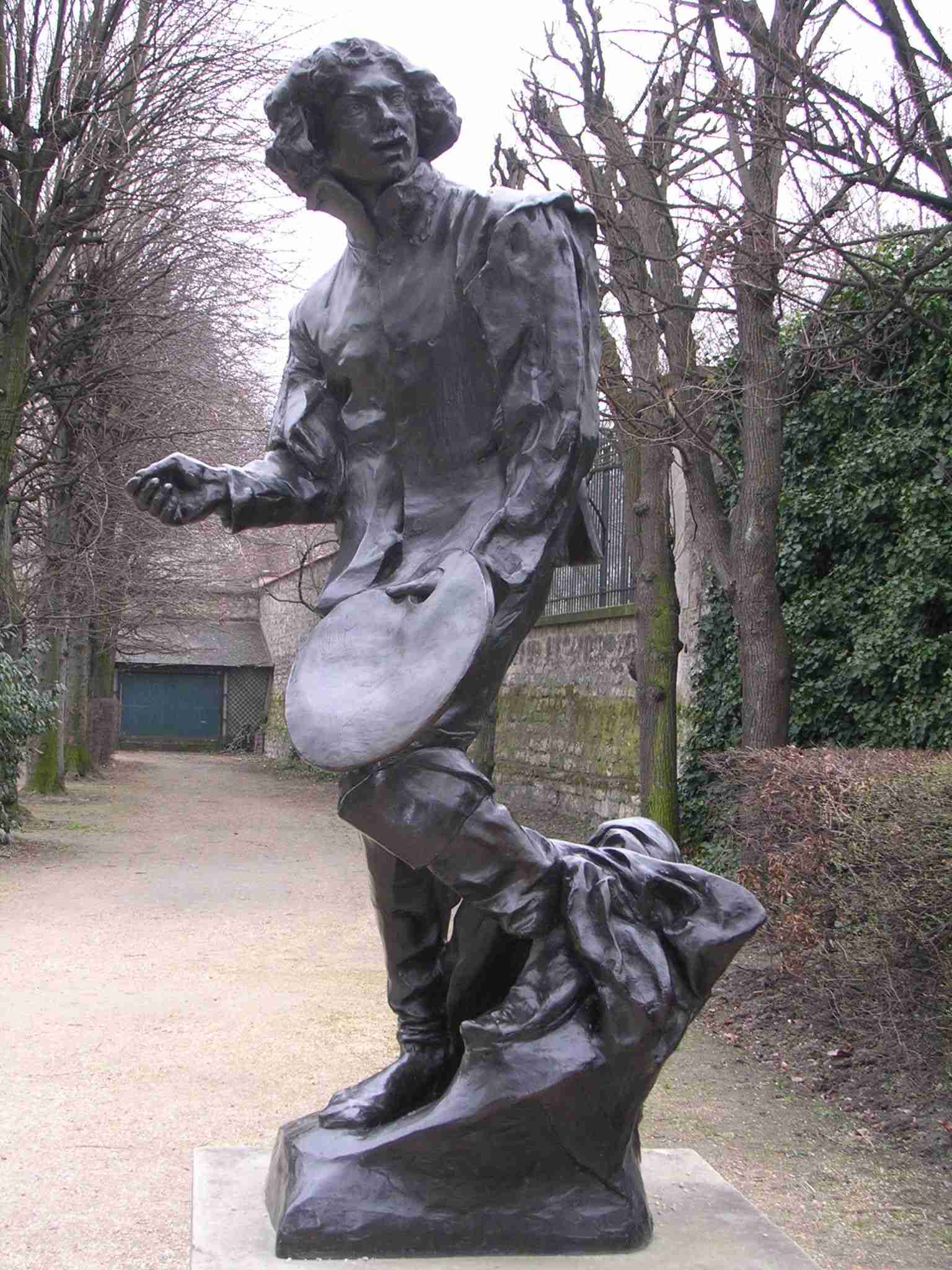
Monumento a Claude Lorrain, de Auguste Rodin, parque de la Pépinière, Nancy.

Hacia 1630 pintó varios frescos en los palacios Muti y Crescenzi de Roma, técnica que, sin embargo, no volvió a utilizar. Por aquel entonces empezó a gozar de cierta fama en los círculos artísticos de Roma, por lo que recibió diversos encargos de personajes prominentes y fue favorecido por el cardenal Bentivoglio, quien lo presentó al papa Urbano VIII, que le encargó dos obras: Paisaje con danza campesina (1637) y Vista de puerto (1637). También fueron mecenas suyos los cardenales Fabio Chigi y Giulio Rospigliosi, que más tarde serían papas como Alejandro VII y Clemente IX. Durante toda su vida pintó principalmente para la nobleza y el clero, y recibió encargos de toda Europa, ante todo de Francia, España, Gran Bretaña, Flandes, Holanda y Dinamarca. Era tanta la demanda de obras de Lorrain que en 1665 un marchante tuvo que confesar al coleccionista Antonio Ruffo —comitente de varias obras de Rembrandt— que «no hay esperanza de conseguir una obra de Claude; no le bastaría una vida para satisfacer a sus clientes».
Su fama era tal que empezaron a surgirle imitadores —como Sébastien Bourdon—, por lo que en 1635 inició el Liber Veritatis (British Museum), cuaderno de dibujos donde dejaba constancia de todas sus composiciones para evitar las falsificaciones. Este cuaderno consta de 195 dibujos que copian la composición de sus obras, descritas hasta el último detalle, el cliente para el que había sido pintado y los honorarios que había cobrado. En 1634 ingresó en la Accademia di San Luca, y en 1643 en la Congregazione dei Virtuosi, sociedad literaria fundada en 1621 por el cardenal Ludovisi.
En 1636 hizo un nuevo viaje a Nápoles, y al año siguiente recibió un encargo del embajador de España en Roma, el marqués de Castel Rodrigo, de una serie de aguafuertes, titulada Fuegos artificiales. Quizá por recomendación de este, Claude recibió un encargo de Felipe IV para el Palacio del Buen Retiro en Madrid, para decorar la Galería de Paisajes, junto a obras de artistas coetáneos como Nicolas Poussin, Herman van Swanevelt, Jan Both, Gaspard Dughet y Jean Lemaire. Lorrain realizó ocho cuadros monumentales, en dos grupos: cuatro de formato longitudinal (1635-38) y cuatro de formato vertical (1639-41). El programa iconográfico, tomado de la Biblia e Historias de los Santos, fue elegido por el conde-duque de Olivares, que dirigía las obras. En 1654 rechazó el puesto de rector principal de la Accademia di San Luca para vivir plenamente dedicado a su profesión. Aquejado de gota desde 1663, en sus últimos años realizó cada vez menos cuadros, derivando hacia un estilo más sereno, personal y poético. 
Falleció en Roma el 23 de noviembre de 1682 y fue enterrado en la iglesia de la Trinità dei Monti, con grandes muestras de respeto y admiración de la sociedad de su tiempo. En 1840 sus restos fueron trasladados a la Iglesia de San Luis de los Franceses, donde actualmente reposan.

## Estilo

### El paisaje clásico

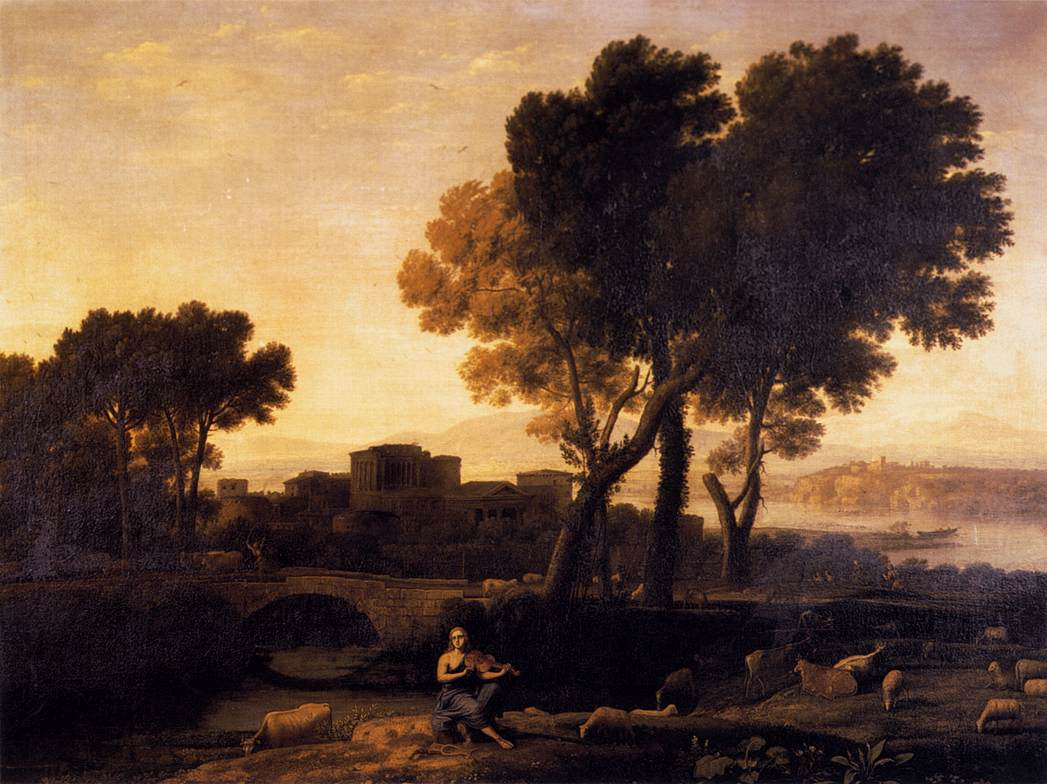
Paisaje con Apolo custodiando los rebaños de Admeto y Mercurio robándoselos (1654), Holkham Hall, Norfolk

La especialidad indiscutible de Lorrain fue el paisaje, de ambientación frecuentemente religiosa o mitológica. Claude tenía una visión idealizada del paisaje, que aunaba el culto a la Antigüedad clásica junto a una actitud de profunda reverencia hacia la naturaleza, que muestra en todo momento una serenidad y placidez que reflejan un espíritu evocador, la idealización de un pasado mítico, perdido, pero recreado por el artista con un concepto de perfección ideal. Integrado desde joven en la pintura paisajística por sus maestros Tassi y Wals, recibió también la influencia de otros dos pintores nórdicos afincados en Roma: Adam Elsheimer y Paul Brill. Ambos autores habían creado en el entorno romano el interés por el paisaje terrestre y la marina, a los que se otorgaba todo el protagonismo de la obra, mientras que los personajes jugaban un papel secundario. Claude adquirió de sus maestros una preferencia por el paisaje lírico, con panoramas amplios y ruinas o arquitecturas para enfatizar el ambiente clásico, y donde tiene un gran protagonismo el estudio de la luz. Su primer cuadro en este género fue Paisaje pastoril (1629), firmado y fechado CLAVDIO I.V ROMA 1629.
Brill y Tassi habían desarrollado en Roma un estilo de paisaje tardomanierista, con una articulación del primer término en marrón oscuro, un segundo plano en verde más claro, y un horizonte poblado generalmente de colinas de un color azulado, en una composición casi teatral, a la que daba entrada un árbol oscuro en primer término. La composición se establecía en forma de coulisse, con la intención de generar una sensación de alejamiento, de distancia infinita. Elsheimer había iniciado ese estilo de corte manierista en el paisaje, pero de forma diferente, explotando los recursos poéticos que ofrece la luz iluminando todo un paisaje, así como los efectos sensacionales del alba y el crepúsculo. Claude desarrolló estos efectos introducidos por Elsheimer, aunque no a través de fuertes claroscuros, como hacía el pintor alemán, sino enriqueciendo la atmósfera con una neblina dorada producida por la luz solar. En sus primeras pinturas Lorrain imita estos modelos, como en el Molino de 1631, con el árbol oscuro a la izquierda, figuras en primer término —al estilo de Brill—, una torre a la derecha, árboles en segundo término y los montes al fondo.
Lorrain se inspira en los paisajes de tono lírico de Tassi, Elsheimer y Brill, pero también bebe de otras fuentes: en el siglo XVII la pintura de paisaje cobra un estatuto de autonomía propio, no solo en Holanda —donde se inició como género—, sino en el resto de Europa. Alrededor del 1600 aparecen en Roma los primeros estudios de paisaje en las obras de Elsheimer y Brill, pero también en las composiciones de signo idealista de Annibale Carracci, cuya obra Huida a Egipto puede considerarse el punto de partida del paisaje clásico. Más tarde, Salvator Rosa llegaría a esbozar una primera tentativa de transcripción romántica de la naturaleza. En Holanda, el paisajismo varía entre los intérpretes de un cierto realismo y los seguidores del estilo italiano, junto a las personales composiciones de Seghers y Rembrandt. También en Flandes la figura de Rubens ofrecía un poderoso punto de atracción, con sus paisajes de vistas panorámicas y nutrida figuración.

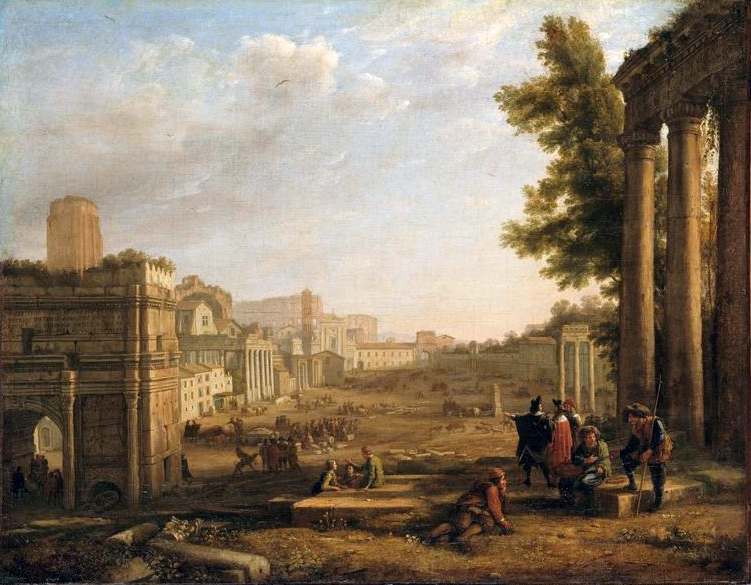
El Campo Vaccino (1636), Museo del Louvre, París

En Italia, diversos puntos de referencia se ofrecían a la visión de Lorrain: un primer camino hacia una interpretación poética e idealizada de la naturaleza se da en Venecia con autores como Giorgione, Tiziano y Veronese, que se nutren de las fuentes clásicas para crear una primera visión clasicista del paisaje; de igual manera Carracci, Domenichino y otros Incamminati de la Escuela Boloñesa, junto a conceptos rafaelescos, aportaron a Claude una visión enaltecida de la Antigüedad. De educación primaria, la traducción que estos autores hacían de los ideales del pasado en clave moderna fue esencial para su formación.
A partir de sus primeras influencias (Brill, Elsheimer, clasicistas boloñeses y la escuela veneciana del Cinquecento), Lorrain inició una personal andadura, experimentando y renovando, hasta alcanzar un estilo propio, imitado y admirado hasta nuestros días. Tuvo un estrecho contacto con artistas franceses y holandeses, como Poussin, Pieter van Laer (il Bamboccio), Jacques Callot, Sandrart, Swanevelt y Breenbergh, con los que —según Sandrart— iba a pintar paisajes tomados del natural. Tan constantemente comparados, Poussin y Lorrain eran bastante distintos: Poussin era un pintor intelectual, con conocimientos de teoría del arte, filosofía e historia antigua; en cambio Claude, iletrado en principio, era autodidacta, de escasa cultura, pero con una extraordinaria percepción visual y una gran sensibilidad. Sus diferencias se vislumbran incluso en sus comitentes: Poussin contaba con muchos clientes entre la burguesía francesa e italiana; Lorrain se vinculó más al círculo eclesiástico y de las familias nobles, en la aristocracia romana.
Claude se enmarcó así en un estilo de paisaje muy específico: el «paisaje ideal», el cual refleja la realidad de una forma más intelectual, a través de una interpretación emocional de la naturaleza, que es sometida a un proceso de perfeccionamiento para conseguir efectos más puros, otorgándole un sentido de la belleza y una sensación de equilibrio y serenidad que son fiel reflejo de los ideales del artista. El paisaje clásico toma sus referencias, al no tener modelos dejados por los antiguos, de la literatura clásica, de la poesía bucólica que desde los tiempos de Teócrito había dado un género de obras inspiradas en la evocación de la naturaleza. Lorrain evoca así el mundo de las Églogas y Geórgicas de Virgilio, de Las metamorfosis de Ovidio, de forma que el paisaje se convierte en un escenario ideal para la evocación de antiguas epopeyas, dramas históricos y fábulas mitológicas. El estudio de la naturaleza servía así de aliciente para la fantasía creadora, para el reflejo de un mundo interior, del propio carácter del artista. Sin embargo, el paisaje no fue para Claude una simple fórmula para aplicar en todo momento a la naturaleza, como posteriormente sería para algunos de sus imitadores, como Van Bloemen o Locatelli; por el contrario, fue un intérprete de la naturaleza, reflejando en cada cuadro algo más que su percepción visual, su sentimiento interno. Para sus paisajes se inspiró especialmente en la campiña romana, en las panorámicas de Ostia, Tívoli y Civitavecchia, en los palacios urbanos y las ruinas latinas, en el litoral tirreno y la costa del golfo de Nápoles, desde Sorrento hasta Pozzuoli, y en las islas de Capri e Ischia.

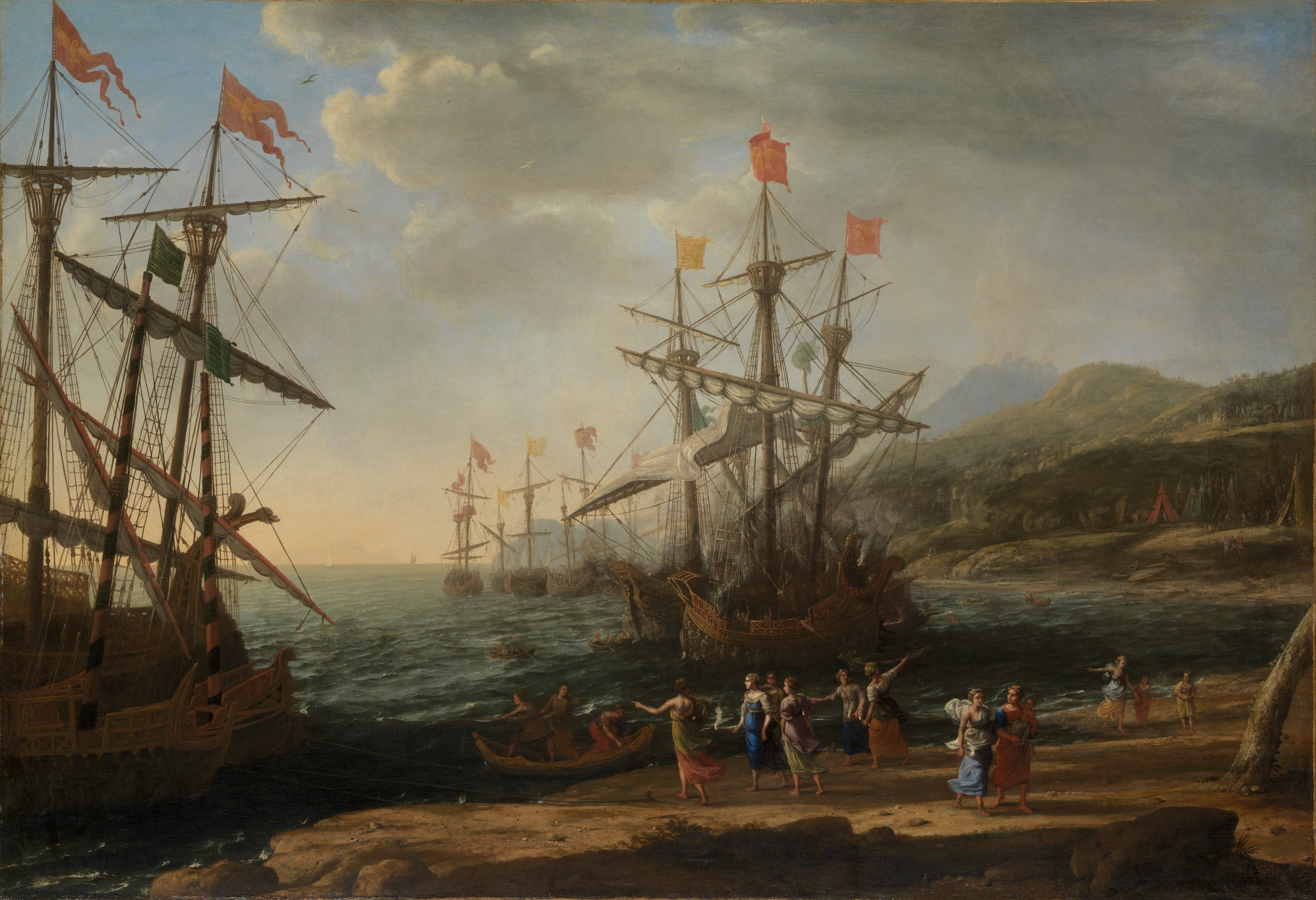
Marina con las troyanas quemando los barcos (1643), Metropolitan Museum of Art, Nueva York

Más adelante, amplió su repertorio de la mitología clásica a la iconografía cristiana, la hagiografía y las escenas bíblicas. Aun así, Lorrain otorgaba poca importancia al carácter narrativo de la obra, que tan solo era un pretexto para situar las figuras en un amplio panorama, un paisaje dispuesto a modo de escenario donde las figuras —generalmente de pequeño tamaño— le sirven para remarcar su visión enaltecida de la naturaleza, que con su vastedad absorbe el drama humano. En sus cuadros la narración solo sirve por lo general para dar título al cuadro: prueba de la poca importancia que concedía a las figuras es que muchas veces las dejaba a sus ayudantes, como Filippo Lauri, Jan Miel o Jacques Courtois.
En su juventud, siguiendo las huellas de Tassi, sus paisajes son agradables y dinámicos, de género pastoril, ricos en detalles —especialmente personajes y animales del mundo rural—. Las obras de mayor tamaño las realizaba con toques rápidos, mientras que las más pequeñas —generalmente en cobre— son más finas de ejecución y de carácter más íntimo. En varias obras se pueden reconocer parajes y localidades existentes, lo que hace pensar en posibles encargos; en otras, las ruinas, la arquitectura, son recreaciones fantasiosas en un paisaje imaginario. En sus paisajes, las ruinas señalan la fugacidad del tiempo, por lo que se puede considerar que son un elemento equiparable al género de la vanitas, un recuerdo de lo transitorio de la vida, y son un antecedente de la «estética de la ruina» que floreció durante el romanticismo.
En pocos años Claude Lorrain se convirtió en uno de los más famosos paisajistas, honrado por soberanos como Urbano VIII y Felipe IV: las obras pintadas para el monarca español son las más monumentales realizadas por el artista hasta el momento, y su concepción solemne y majestuosa marca el punto álgido en la madurez del artista. En los años 1640 recibió la influencia de Rafael —a través de los grabados de Marcantonio Raimondi—, especialmente en las figuras, así como de Carracci y Domenichino, como se denota en sus obras Paisaje con San Jorge y el dragón (1643), Paisaje con Apolo custodiando los rebaños de Admeto y Mercurio robándoselos (1645) y Paisaje con Agar y el ángel (1646).

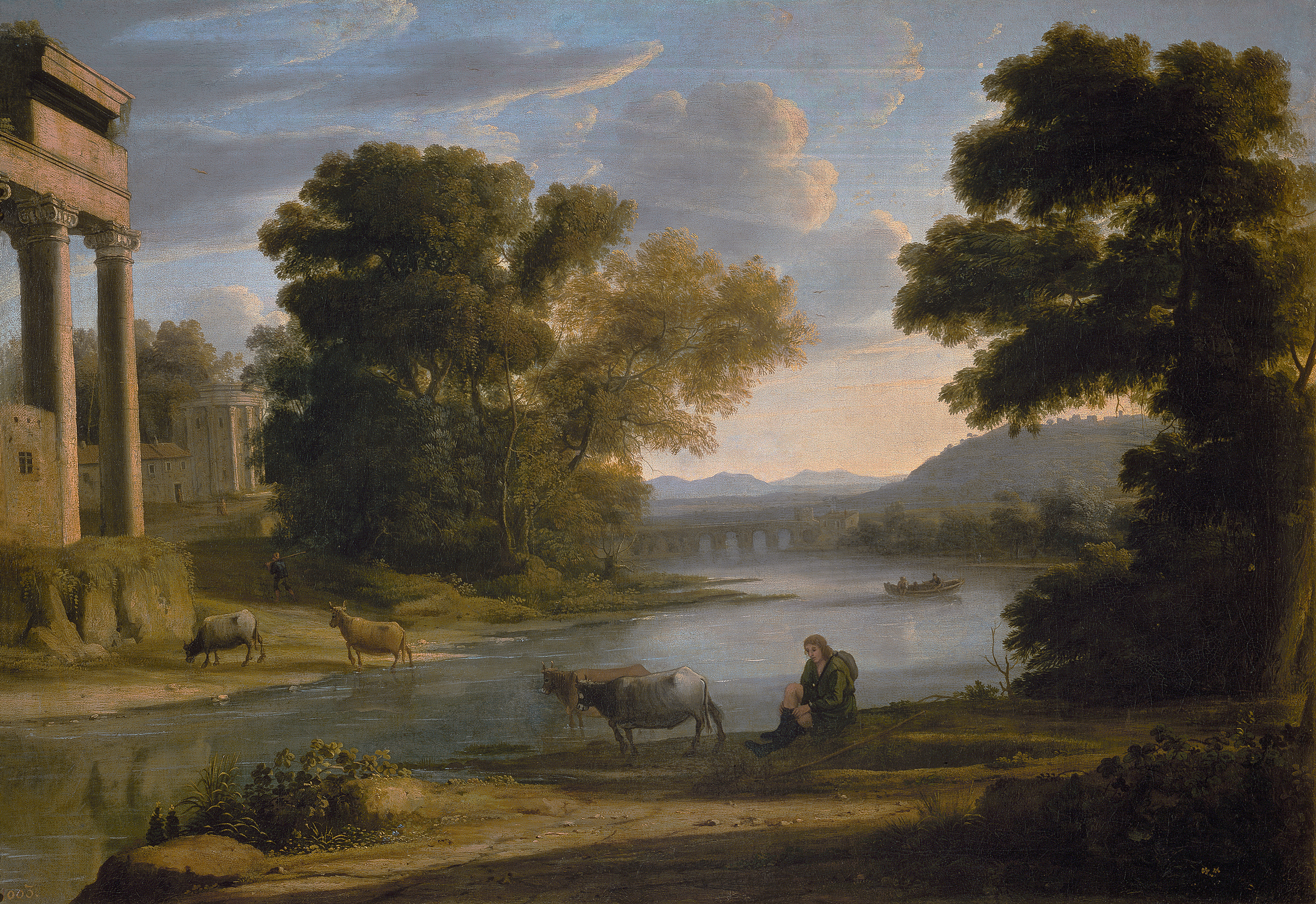
El vado (c. 1644), Museo del Prado, Madrid

A partir de 1650 deriva hacia un estilo más sereno, de corte más clásico, con una influencia más acusada de Domenichino. Las vistas fantásticas y las composiciones pintorescas, los magníficos amaneceres y atardeceres, las figuras pequeñas y anecdóticas de influencia bamboccesca, dejan lugar a escenas más meditadas, donde los temas pastoriles tienen una más acentuada influencia ovidiana. Adquiere un carácter más escenográfico, con una composición más compleja y elaborada, el paisaje se inspira cada vez más en la campiña romana, y encuentra nuevos repertorios temáticos en las representaciones bíblicas. Emplea tamaños más monumentales, en obras como Paisaje con el Parnaso (1652), el mayor de toda su producción (186 x 290 cm); o Paisaje con Ester entrando en el palacio de Asuero (1659), según Baldinucci «el más bello jamás salido de su mano, una opinión compartida por los verdaderos conocedores, no tanto por la belleza del paisaje como por algunas maravillas arquitectónicas que lo adornaban».
En los años 1660 abandona la severidad clasicista y se interna en un terreno más personal y subjetivo, reflejando un concepto de la naturaleza que algunos estudiosos califican de «romántico» avant-la-lettre. Durante esos años sus principales mecenas fueron: el duque Lorenzo Onofrio Colonna, para el que realizó obras como Paisaje con la Huida a Egipto (1663) y Paisaje con Psique en el exterior del palacio de Cupido (1664); y el príncipe Paolo Francesco Falconieri, para el que elaboró Paisaje con Herminia y los pastores (1666) y Vista de costa con el embarque de Carlos y Ubaldo (1667), ambas escenas del poema épico Jerusalén liberada, de Torquato Tasso.
En los últimos veinticinco años de su existencia el formato monumental prosigue en las escenas del Antiguo Testamento, mientras los temas mitológicos son reinterpretados con mayor sencillez: la Eneida pasa a ser su principal fuente de inspiración, originando una serie de obras de gran originalidad y vigor, con paisajes majestuosos que escenifican lugares míticos ya desaparecidos: Palanteo, Delfos, Cartago, el Parnaso. La figura humana se reduce, se convierten casi en simples marionetas, dominadas completamente por el paisaje que las envuelve. En casos como Paisaje con Ascanio asaeteando el ciervo de Silvia (1682) la pequeñez de las figuras queda patente al situarlas junto a una arquitectura grandiosa que, junto a la infinitud del paisaje, las reduce a la insignificancia.

### La luz como elemento estético

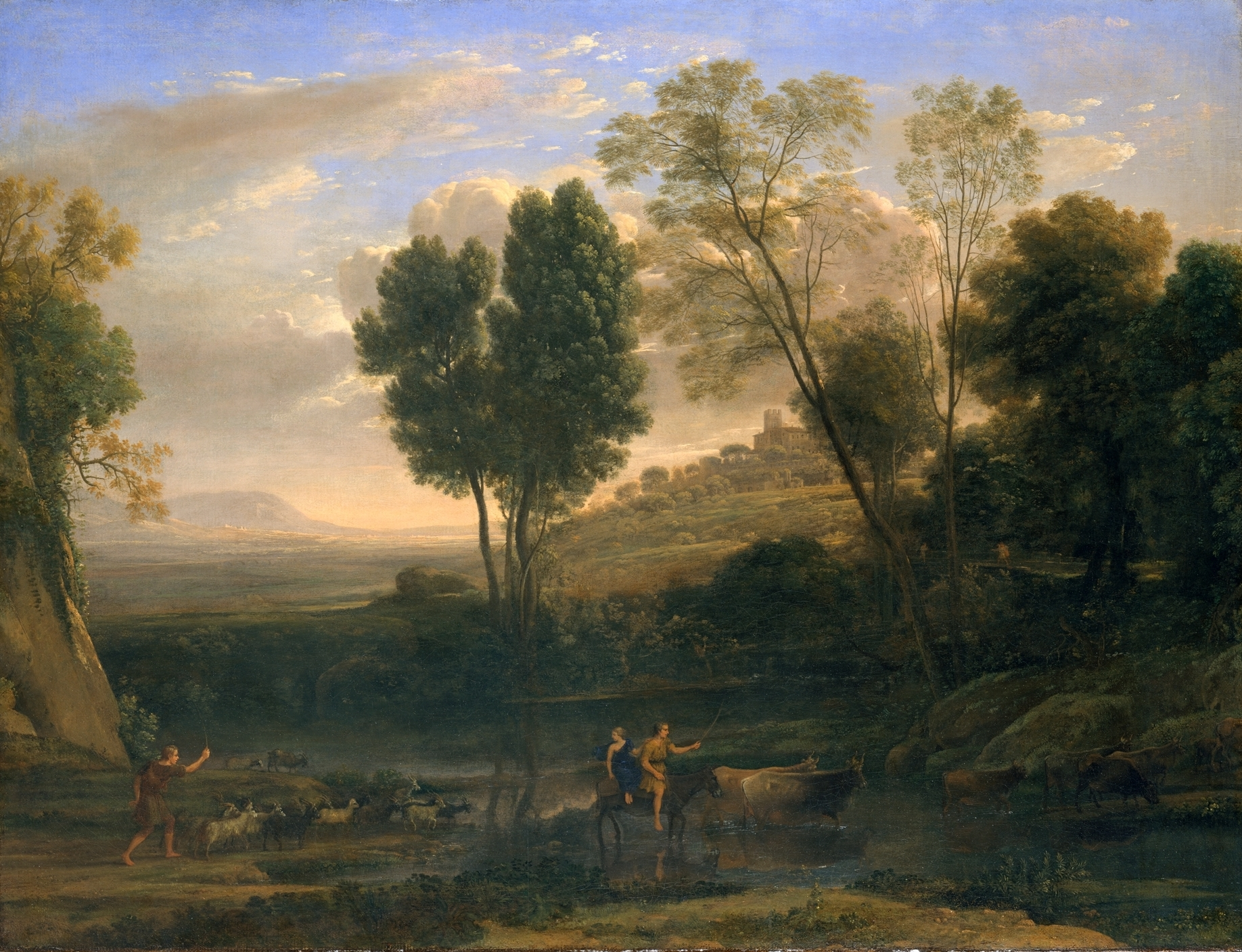
Amanecer (1646-47), Museo Metropolitano de Arte, Nueva York

Una de las características principales en la obra de Lorrain es su utilización de la luz, no una luz difusa o artificial como en el naturalismo italiano (Caravaggio) o el realismo francés (La Tour, hermanos Le Nain), sino una luz directa y natural, proveniente del sol, que sitúa en medio de la escena, en amaneceres o atardeceres que iluminan con suavidad todas las partes del cuadro, en ocasiones situando en determinadas zonas intensos contrastes de luces y sombras, o contraluces que inciden sobre determinado elemento para enfatizarlo.
Lorrain supone un punto álgido en la representación de la luz en la pintura, que adquiere cotas máximas en el Barroco con artistas como Velázquez, Rembrandt o Vermeer, aparte del propio Claude. En el siglo XVII se llegó al grado máximo de perfección en la representación pictórica de la luz, diluyéndose la forma táctil en favor de una mayor impresión visual, conseguida al dar mayor importancia a la luz, y perdiendo la forma la exactitud de sus contornos. En el Barroco se estudió por primera vez la luz como sistema de composición, articulándola como elemento regulador del cuadro: la luz cumple varias funciones, como la simbólica, de modelado y de iluminación, y comienza a ser dirigida como elemento enfático, selectivo de la parte del cuadro que se desea destacar, por lo que cobra mayor importancia la luz artificial, que puede ser manipulada a la libre voluntad del artista.

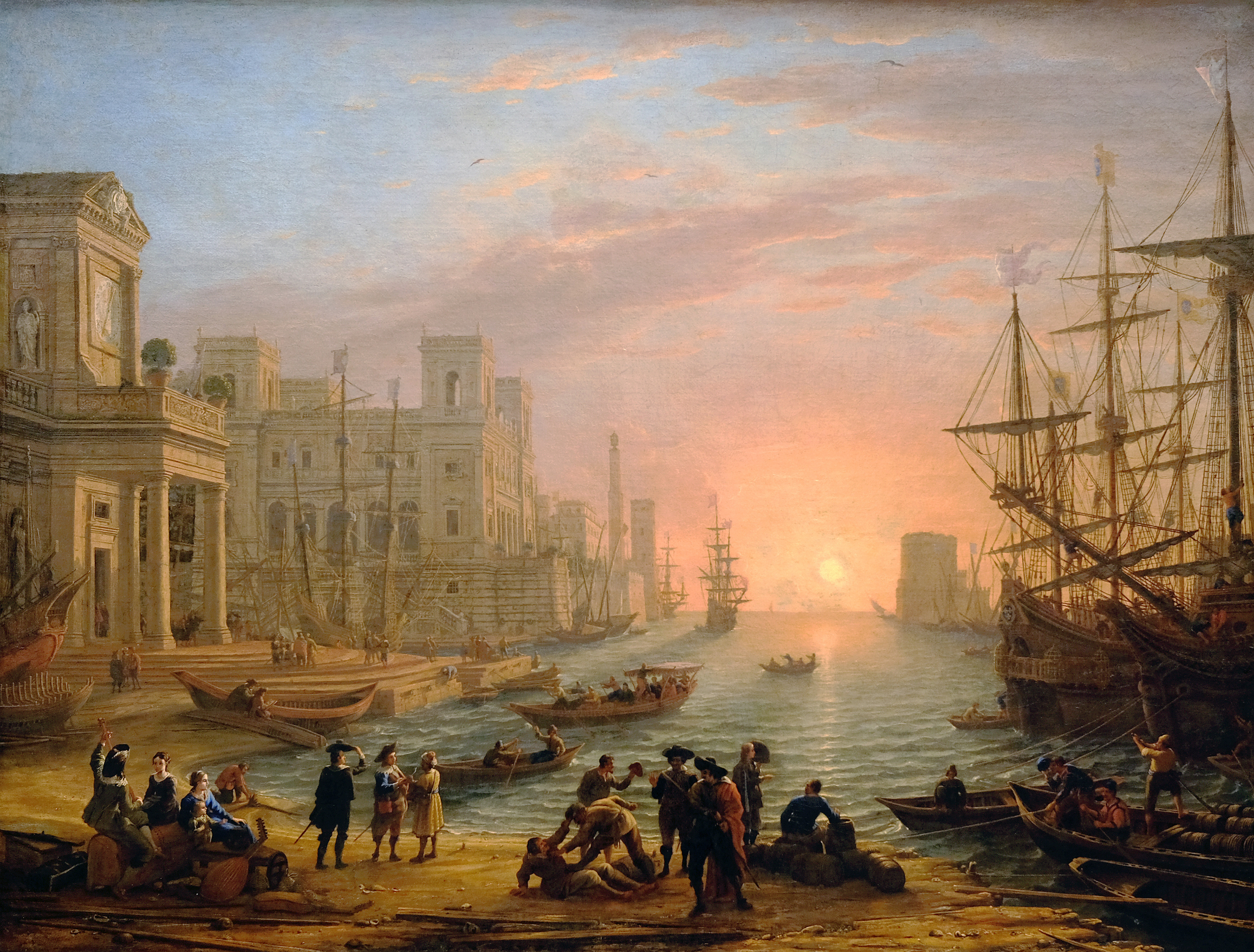
Puesta de sol en un puerto (1639), Museo del Louvre, París

En la corriente clasicista, la utilización de la luz es primordial en la composición del cuadro, aunque con ligeros matices según el artista: desde los Incamminati y la Academia de Bolonia (hermanos Carracci), el clasicismo italiano se escindió en varias corrientes: una se encaminó más hacia el decorativismo, con la utilización de tonos claros y superficies brillantes, donde la iluminación se articula en grandes espacios luminosos (Guido Reni, Lanfranco, Guercino); otra se especializó en el paisajismo y, partiendo de la influencia carracciana (principalmente los frescos del Palazzo Aldobrandini), se desarrolló en dos líneas paralelas: la primera se centró más en la composición de corte clásico, con un cierto carácter escenográfico en la disposición de paisajes y figuras (Poussin, Domenichino); la otra es la representada por Lorrain, con un componente más lírico y mayor preocupación por la representación de la luz, no solo como factor plástico, sino como elemento aglutinador de una concepción armónica de la obra.
Claude destaca el color y la luz sobre la descripción material de los elementos, lo que antecede en buena medida a las investigaciones lumínicas del impresionismo, en el que quizá incurriría de no ser por la importancia que otorga al elemento narrativo del cuadro (como en Paisaje con el desembarco de Eneas en el Lacio, de 1675; o en Paisaje con San Felipe bautizando al eunuco, de 1678).

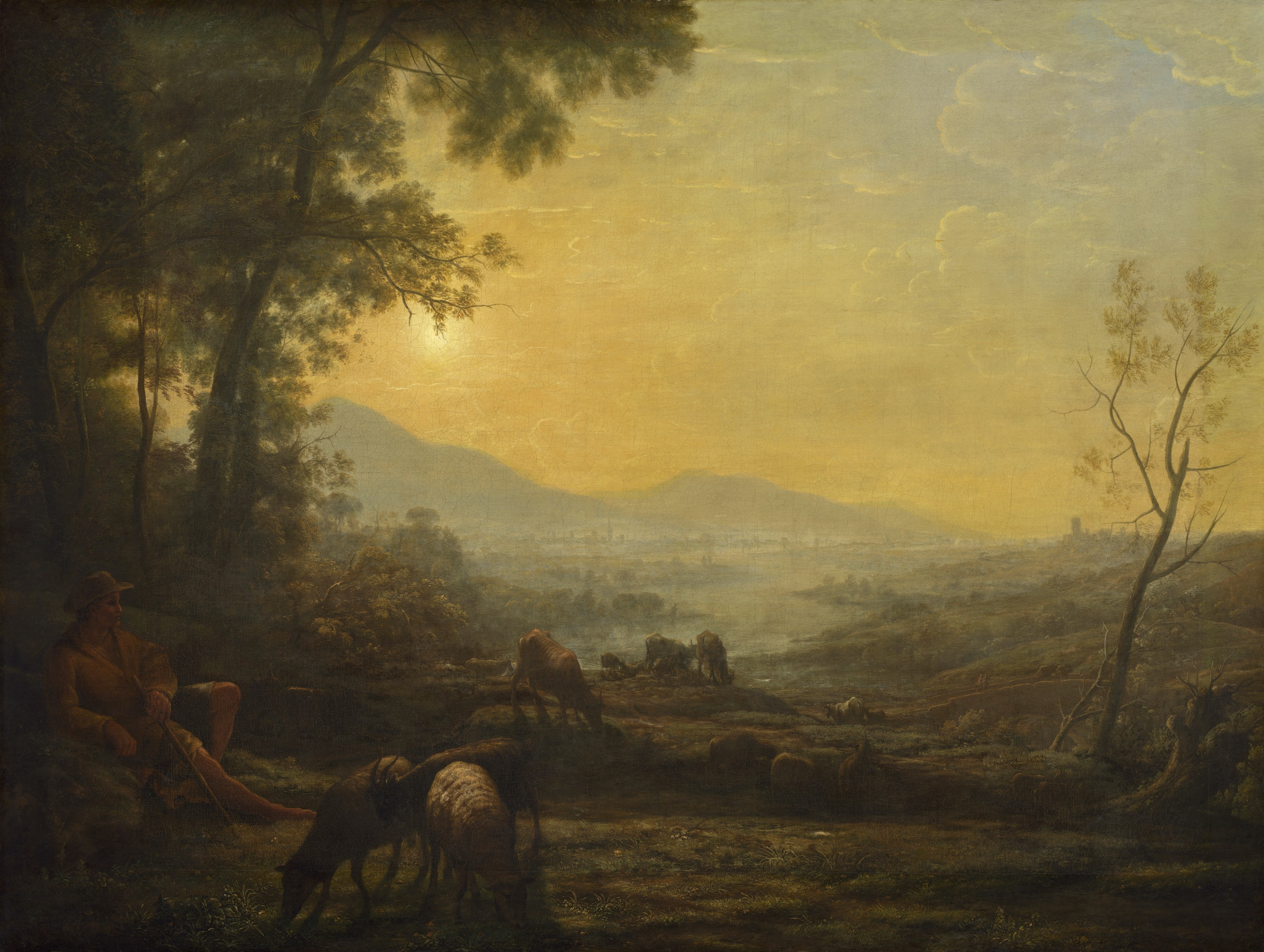
Pastor (1655-1660), National Gallery of Art, Washington, D. C.

Otro punto innovador en la obra del lorenés es la presencia directa del sol: antes que él solo un pintor europeo, Albrecht Altdorfer, se atrevió a situar directamente el sol en un cuadro, en su obra La batalla de Alejandro en Issos; pero en ella es un sol de aspecto irreal que parece estallar en el cielo, mientras que Claude muestra por primera vez la luz diáfana del sol, interesándose por su refracción en las nubes y por la calidad de la atmósfera. Ninguno de sus contemporáneos fue capaz de obrar como él: en los paisajes de Rembrandt o de Ruysdael la luz tiene efectos más dramáticos, agujereando las nubes o fluyendo en rayos oblicuos u horizontales, pero de forma dirigida, cuya fuente puede localizarse fácilmente. En cambio, la luz de Lorrain es serena, difusa; al contrario que los artistas de su época, le otorga mayor relevancia si es necesario optar por una determinada solución estilística. El primer cuadro del lorenés en el que aparece el sol es una Marina pintada para el obispo de Le Mans (1634); a partir de aquí será habitual especialmente en sus escenas en puertos, pintadas entre 1636 y 1648.
En los cuadros de Lorrain el principal protagonista es la luz, a la que otorga todo el protagonismo, condicionando incluso la composición de la obra que, al igual que en Poussin, proviene de una profunda meditación y está concebida bajo unos parámetros racionalistas. En numerosas ocasiones utiliza la línea del horizonte como punto de fuga, disponiendo en ese lugar un foco de claridad que atrae al espectador, por cuanto esa luminosidad casi cegadora actúa de elemento focalizador que acerca el fondo al primer plano. La luz se difunde desde el fondo del cuadro, y al expandirse basta por sí sola para crear sensación de profundidad, difuminando los contornos y degradando los colores para crear el espacio del cuadro. Por lo general, Lorrain disponía la composición en planos sucesivos, donde gradualmente se iban difuminando los contornos, hasta perderse en la luminosidad ambiental, produciendo una sensación de distancia casi infinita donde en última instancia se pierde la mirada. Solía introducir el disco solar en marinas, en sus típicas escenas situadas en puertos, que sirven de pretexto para dar acción a la temática figurativa; en cambio, los paisajes situados en el campo tienen una luz más difusa, proveniente de los lados del cuadro, que baña la escena con suavidad, no tan directamente como en los puertos.

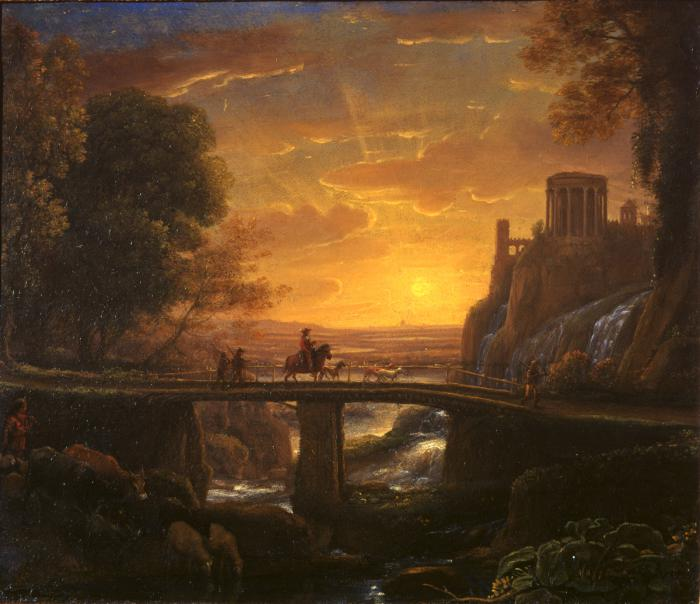
Vista imaginaria de Tivoli (1642), Courtauld Institute of Art, Londres

La luz es el elemento que crea el espacio, pero a la vez es el factor que revela el tiempo en el cuadro, que explicita la hora del día, a través de las sutiles matizaciones del colorido. Lorrain consigue reflejar como nadie las distintas horas del día, a través de una sutil variación de las diversas cualidades tonales de la luz matinal y vespertina. Según la orientación de la luz podemos distinguir entre mañana y tarde: la luz procedente de la izquierda significa la mañana, con tonos fríos para el paisaje y el cielo (verde, azul), y el horizonte entre el blanco y el amarillo; la luz que viene de la derecha será la tarde, con tonalidades cálidas y profusión del color pardo en el paisaje, así como cielos variables que van del rosa al anaranjado. Sin embargo, su habilidad en los efectos de luz, su sensibilidad para captar el momento fugaz a cualquier hora del día, no se logró sin el más cuidadoso estudio de la realidad natural, aunque su obra no sea una descripción realista de la naturaleza, sino una idealización fundamentada en una observación pormenorizada del paisaje.

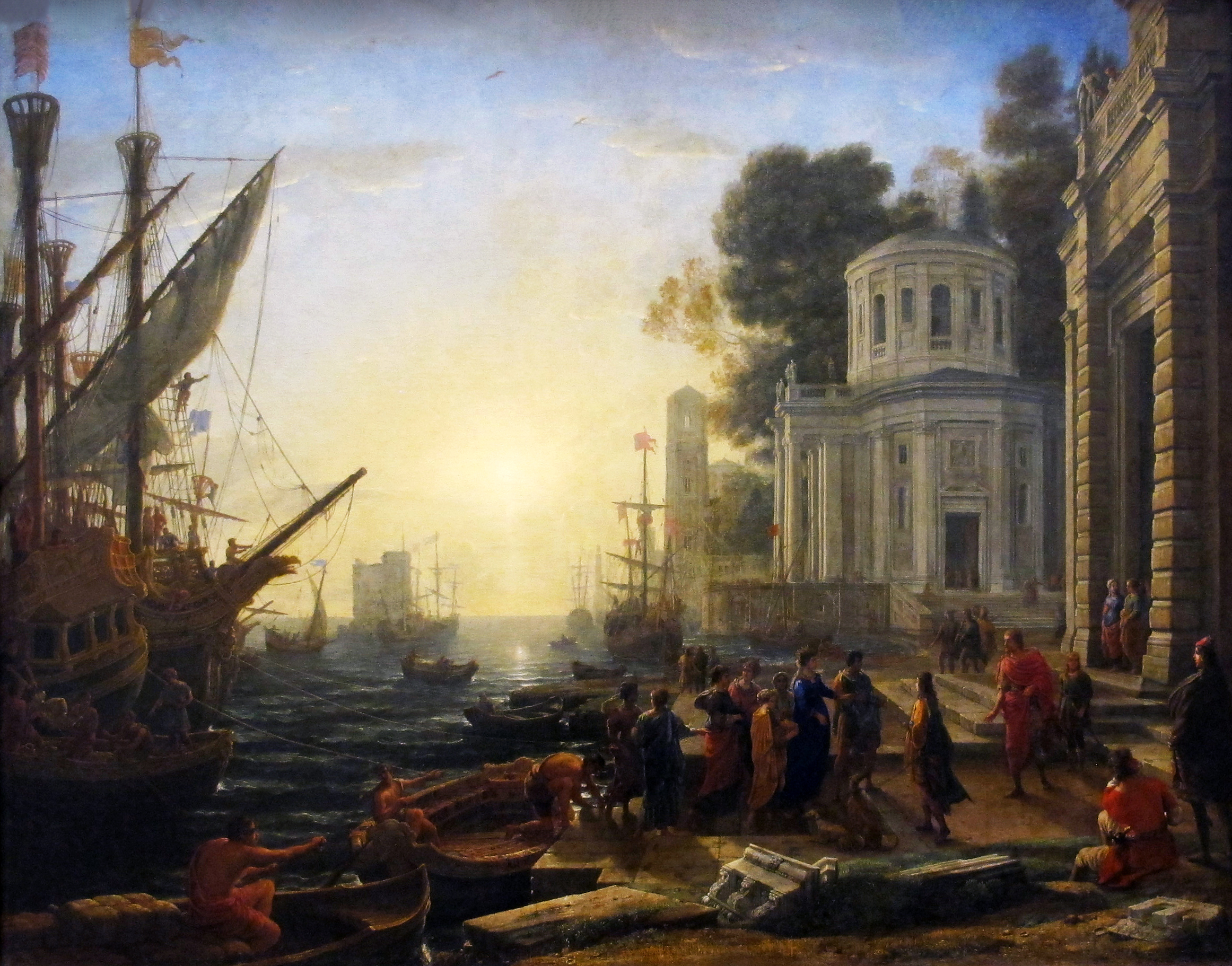
Puerto con el desembarque de Cleopatra en Tarso (1642), Museo del Louvre, París

Lorrain prefiere la luz serena y plácida del sol, directa o indirecta, pero siempre a través de una iluminación suave y uniforme, evitando efectos sensacionales como claros de luna, arco iris o tempestades, que, sin embargo, usaban otros paisajistas de su época. Su referente básico en la utilización de la luz es Elsheimer, pero se diferencia de este en la elección de las fuentes lumínicas y de los horarios representados: el artista alemán prefería los efectos de luz excepcionales, los ambientes nocturnos, la luz de la luna o del crepúsculo; en cambio, Claude prefiere ambientes más naturales, una luz límpida del amanecer o la refulgencia de un cálido atardecer. Tan solo en unos pocos casos apreciamos en Lorrain una iluminación nocturna, en obras como Marina con Perseo y el origen del coral (1674) o Paisaje con las tentaciones de San Antonio Abad (1638). Otra fuente de información sobre la representación del tiempo en la obra de Lorrain son las parejas de pendants, series de cuadros pareados que el artista utilizaba con composiciones simétricas, que reciben la luz de lados opuestos y por lo tanto representan la mañana y la tarde, con el sol en ambos o bien en uno solo de los cuadros.
Para Lorrain, la luz tiene igualmente un componente simbólico, y se traduce en un distinto ambiente lumínico para cada escena que representa: los temas trágicos y heroicos están ambientados en una fresca y serena mañana, al igual que los temas religiosos; las escenas plácidas y alegres —generalmente de tema pastoril— se representan al atardecer, con intensos colores. Este simbolismo se hace especialmente patente en su cromatismo: el azul representa la divinidad y la serenidad; el rojo, el amor; el amarillo, la magnificencia; el morado, la sumisión; el verde, la esperanza. Para Claude, la hora matutina y vespertina hacen recordar, como ninguna otra a lo largo del día, el avance inexorable del tiempo. La obra de Lorrain tiene un velo nostálgico que se puede interpretar como una manifestación de una añoranza elegíaca por el pasado esplendoroso de la antigüedad grecolatina, el eco de una Arcadia añorada, de una primitiva Edad de Oro serena y refinada. Claude otorgaba más relevancia al sentimiento poético de la obra que a los efectos pictóricos, pese a tener una gran capacidad de percepción que le hacía plasmar como nadie las cualidades de la naturaleza, reflejando así una completa armonía entre el hombre y la naturaleza, aunque con un cierto toque nostálgico, como si fuese consciente de lo efímero de tanta perfección. Asimismo, aunaba el mundo clásico mitológico con las ideas de paz, orden y equilibrio que transmite la religión, combinando los ideales paganos y los preceptos cristianos en una sintética visión humanística, reflejada en un ideal de armonía universal. En su obra están ausentes la muerte y el pecado, así como los rasgos catastróficos de la naturaleza, para crear un mundo armónico y sereno, en que todo dé una sensación de tranquilidad y placidez.

## Técnica

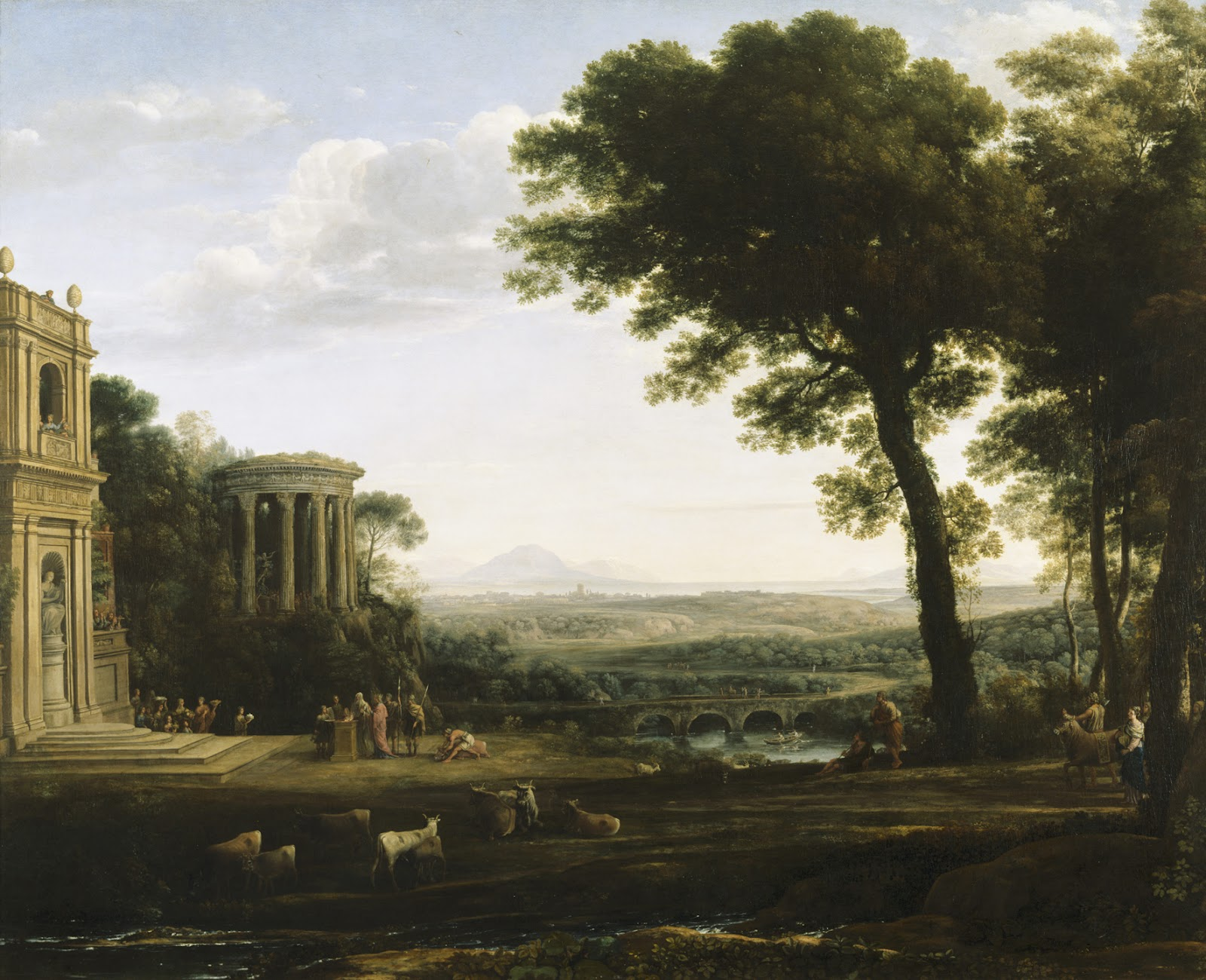
Paisaje con el padre de Psique ofreciendo sacrificios en el templo de Apolo (1663), National Trust, abadía de Anglesey, Lode (Cambridgeshire)

Claude Lorrain se basa en la observación directa de la naturaleza: se levantaba a primera hora de la mañana y se iba al campo, permaneciendo a veces hasta la llegada de la noche. Allí tomaba apuntes, bocetos a lápiz, y de vuelta al taller pasaba sus hallazgos al cuadro. La técnica más empleada por Lorrain es el dibujo a pluma o a la aguada, a menudo sobre un rápido esbozo realizado a la piedra negra. Para sus dibujos utiliza frecuentemente papeles entintados, sobre todo en color azul. Claude era un dibujante de trazo espontáneo, al que gustaban los efectos inmediatos del pincel sobre el papel. Trabajaba con todo tipo de técnica: pluma y tinta diluida, aguada, carboncillo, sanguina, generalmente sobre papel blanco, azul o colorado. Una vez afianzada su carrera, el éxito de su producción le permitió trabajar con materiales valiosos, como el azul ultramar extraído del lapislázuli, no disponible para cualquier artista.
Abandonó la pintura al fresco en beneficio del óleo, ya que esta técnica le permitía expresar más eficazmente las cualidades estéticas de la luz sobre la atmósfera. Su obra se basa en una cuidada ejecución, de gran detallismo gracias a una pincelada compacta, rica en materia cromática, donde se advierte el rasgo del pincel pese a un alto grado de pulimento. Dominaba a la perfección la tonalidad, donde destaca la iluminación del color en infinitas gamas, creando una perspectiva aérea por superposición de planos que siempre están disimulados por el virtuosismo en el detalle, lo que da muestras de su maestría en la composición y en la ejecución cromática.

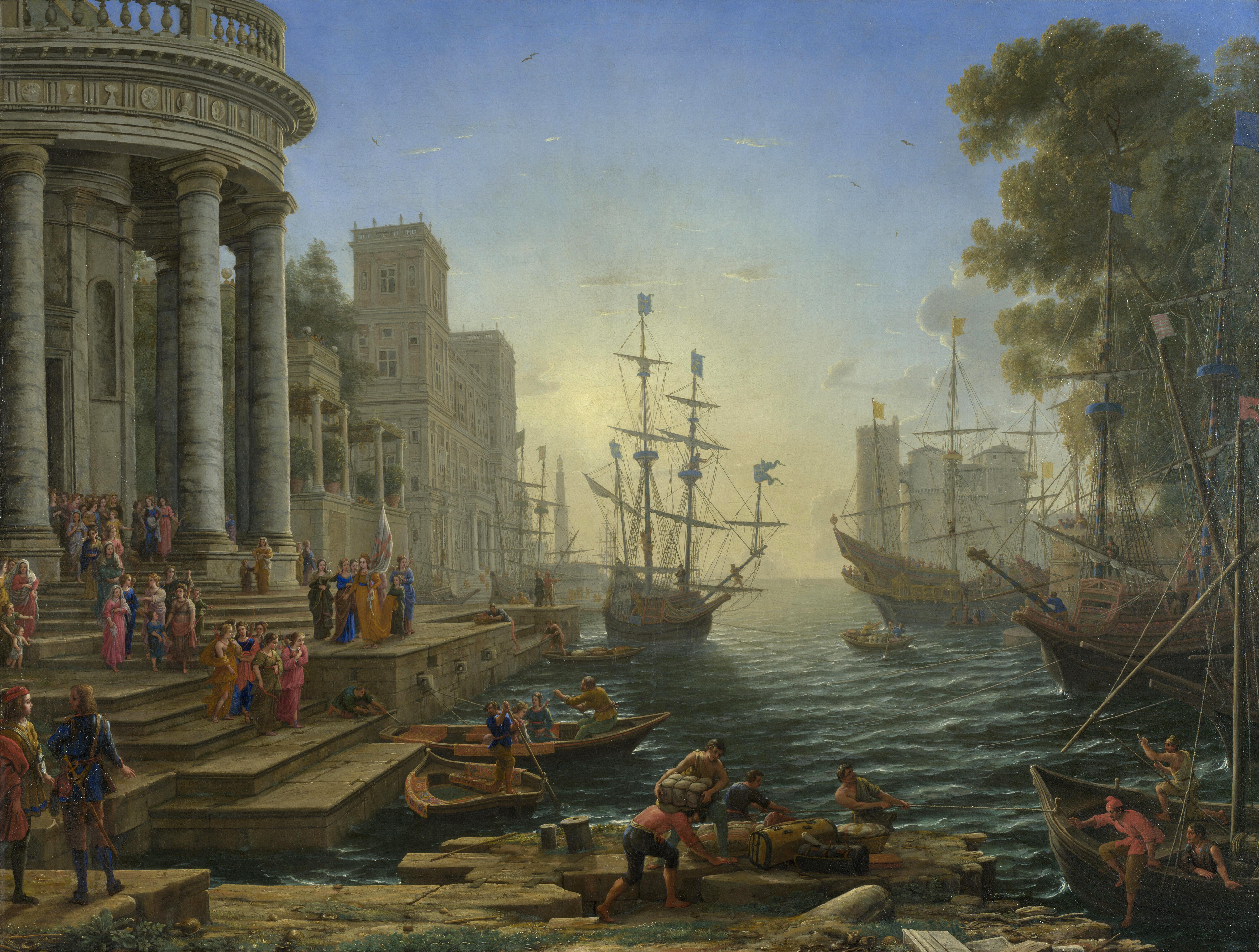
Puerto con el embarque de Santa Úrsula (1641), The National Gallery, Londres

Su cuadro prototípico semejaba un escenario en donde el artista hubiese dispuesto con esmero todos los elementos indispensables para una representación dramática: las bambalinas situadas a ambos lados del cuadro introducen al espectador por un escenario donde, a pesar del complemento narrativo formado por las figuras que se mueven por el escenario, destaca especialmente el amanecer o el crepúsculo, que se turnan en los diferentes actos de la representación teatral. Como un escenógrafo, su trabajo consiste en cambiar los decorados y la situación de las figuras. Su composición solía incluir una coulisse en los laterales, generalmente de tono más oscuro, que proyectaba una sombra sobre la parte delantera del cuadro, un plano medio donde situaba el motivo principal y, al fondo, dos planos consecutivos, donde el segundo le servía para situar el fondo lumínico que sería tan característico de su obra.
La composición podía variar en función de las dimensiones del cuadro: cuanto más ancho, más compleja es la composición escénica y el espacio más diáfano, con un amplio ángulo visual, un primer plano de gran profundidad y un fondo compuesto en varios planos; en cambio, una obra más pequeña tiene un primer plano más cercano, los detalles y las figuras ocupan más espacio, el fondo es más simple y está ocupado por un espacio libre a una parte y una arquitectura que cierra la vista a otra. A partir de estos elementos Claude realiza una mise en scène distribuyendo los diversos motivos que jalonan sus obras en una infinita gama de posibilidades.
Generalmente realizaba de cuatro a ocho dibujos preliminares, donde diseñaba la composición de la pintura. En ocasiones empleaba un cuadriculado para regular la exactitud de las proporciones. Una vez en el cuadro, calculaba cada línea y establecía los límites de las formas y volúmenes, así como la posición de las figuras y demás elementos de la obra, todo según proporciones geométricas —especialmente mediante la utilización de la sección áurea—, a menudo subdividiendo la anchura y la altura en tercios y cuartos. Por lo general, en sus composiciones establecía en primer lugar la línea del horizonte, que solía situar a dos quintos de altura del lienzo. La disposición solía ser ortogonal, con el punto de fuga en el horizonte, donde por lo general se sitúa el sol, que a menudo es el eje de la composición, ya que la difracción de sus rayos define el espacio y señala los distintos planos en que se divide la obra. Esa alternancia de planos, marcando simétricamente la composición por etapas, recuerda el método utilizado por Poussin; sin embargo, sus métodos compositivos eran distintos: así como Poussin componía sus cuadros a partir de un espacio cúbico hueco, con objetos que van retrocediendo por etapas bien delimitadas, Claude recreaba un espacio más libre y dinámico, procurando por lo general dirigir la mirada del espectador hacia el infinito, donde situaba un horizonte de ancho trazo.

## Repercusión de la obra de Lorrain
En el contexto de la pintura de paisaje europea, Lorrain desempeña un papel esencial. Mientras que los pintores holandeses expresaban la belleza de su tierra partiendo de principios realistas, él creó un lenguaje renovador a partir de los conceptos ideales del clasicismo francés —con origen en la escuela boloñesa— y de las innovaciones paisajísticas de los pintores nórdicos, con un gran sentido lírico de la naturaleza. Sin embargo, los paisajes de Lorrain están profundamente alejados de los holandeses: los ámbitos nórdicos, por las peculiaridades de su climatología —cielos nubosos y luces difusas y variables—, son diferentes del mundo mediterráneo, más uniforme en sus variaciones, más sereno y plácido. La evolución artística de Lorrain fue uniforme, con unas claras influencias, pero con una fuerte impronta personal, que caracterizó su estilo como uno de los más originales de la pintura de paisaje.
Claude llevó a su punto culminante el estudio de la luz y la atmósfera como vehículos de expresión compositiva. Su fórmula tuvo un éxito inmediato, constatado por el hecho de que ya en vida tuvo imitadores y, aunque solo tuvo un discípulo, Angeluccio, su estilo creó escuela dentro del clasicismo francés, e influyó a artistas como Gaspard Dughet, Jean Lemaire, Francisque Millet, Étienne Allegrain, Jacques Rousseau o Pierre Patel. Fuera del ambiente clasicista, los paisajes de Lorrain fueron muy admirados en Flandes y Países Bajos, e inspiraron a artistas como Jan van Goyen, Jacob Ruysdael, Jan Frans van Bloemen, Adriaen Frans Boudewyns y Pieter Nicolaes Spierinckx. En España, los cuadros para el Buen Retiro hicieron mella en Juan Bautista Martínez del Mazo y Benito Manuel Agüero y, más adelante, en Antonio Palomino, Jerónimo Ezquerra y los hermanos Bayeu (Francisco, Manuel y Ramón).
Su influencia perduró en el siglo XVIII, sobre todo en Francia (Claude Joseph Vernet, Jean-Antoine Watteau, Hubert Robert) y, especialmente, el Reino Unido, donde inspiró a artistas como Joshua Reynolds, John Constable, Richard Wilson y Joseph Mallord William Turner. Constable llegó a decir de él que «puede considerársele con todo merecimiento como el paisajista más ilustre que el mundo ha visto jamás». Turner fue uno de los mayores entusiastas de Claude, y en su cuadro Dido construye Cartago, o el auge del reino cartaginés (1815) realizó una composición casi idéntica a las más típicas de Lorrain; el artista inglés donó este cuadro a la National Gallery con la condición de que fuera colgado junto al Puerto con el embarque de la Reina de Saba de Lorrain. Existe una anécdota según la cual cuando Turner vio por primera vez la obra de Claude rompió a llorar, y cuando le preguntaron por el motivo de su aflicción respondió: «Porque nunca seré capaz de pintar algo semejante».
En Inglaterra, la influencia de Lorrain llegó incluso al campo de la jardinería, y numerosos jardines fueron proyectados de acuerdo a la visión romántica y bucólica de las obras de Claude, con un marcado acento pintoresco, donde junto a elementos naturales se colocaban arquitecturas o ruinas —generalmente realizadas ex profeso— para recrear atmósferas evocadoras de un pasado esplendoroso. En este país se encuentran la mayoría de obras del artista lorenés, tanto en museos públicos (Galerías Nacionales de Londres, Cardiff, Dublín y Edimburgo) como en colecciones privadas, entre las que destaca la del Conde de Leicester en Holkham Hall, Norfolk. Las obras de Claude tuvieron una fuerte demanda entre la nobleza inglesa, hasta el punto de que en 1808 la venta de dos cuadros del lorenés (los famosos Altieri) alcanzó el récord hasta entonces por unas obras de arte, 12 000 guineas.
En el siglo XIX su influencia se vislumbró en paisajistas como Camille Corot, Charles-François Daubigny, Théodore Rousseau y Hans Thoma, mientras que sus investigaciones en el terreno de la luz tuvieron eco en el impresionismo. En 1837 se publicó por primera vez el catálogo completo de su obra, en Catalogue Raisonné of the Works of the Most Eminent Dutch, Flemish and French Painters, de John Smith. Por último, incluso en el siglo XX se ve la huella loreniana en un cuadro de Salvador Dalí, La mano de Dalí levantando un velo de oro en forma de nube para mostrar a Gala la aurora desnuda, muy lejos detrás del sol (1977), versión surrealista del cuadro de Lorrain El puerto de Ostia con el embarque de Santa Paula Romana, realizado en dos lienzos para ofrecer una visión estereoscópica.
Aunque la figura de Lorrain goza de un gran prestigio en la historia del arte y ha sido valorada por críticos e historiadores, su obra no ha estado exenta de crítica: Roger de Piles manifestó que mostraba «insipidez y una elección mediocre de la mayoría de sus paisajes» (Cours de peinture par principes avec une balance des peintres, 1708); para Pierre-Jean Mariette «no ha sido feliz ni en la elección de las formas ni en la de los paisajes, que parecen demasiado uniformes y demasiado repetidos en sus composiciones» (Abécédaire, 1719-1774); y John Ruskin exclamó que «¿Cómo podía ser tan mediocre su capacidad? […] Por exquisita que haya podido ser la atracción instintiva de Claude por el error, ni siquiera tuvo la suficiente fuerza de carácter para cometer por lo menos errores originales» (Modern Painters, 1856).
Sin embargo, hoy día se tiende a valorar la obra del artista lorenés como un gran hito dentro de la pintura de paisaje, que antecede en gran medida al paisajismo romántico, a la vez que su utilización de la luz se considera que abre un referente hacia el impresionismo. Para Claire Pace, «cada generación reencuentra en Lorena la imagen de su propia personalidad» (Claude the Enchanted. Interpretations of Claude in England in the Earlier Nineteenth Century, 1969). Eugeni d'Ors declaró que las obras de Lorrain «guardan un temblor sutil de romanticismo; y desde luego, genéticamente, se puede reconstruir (con la cadena Claudio-Constable-Turner-los impresionistas) cuán rápidamente se recorre el plano inclinado que lleva hacia el naturalismo toda pintura de puro paisaje» (Tres horas en el Museo del Prado, 1951). Según Pierre Francastel, es «uno de los grandes líricos de la pintura, uno de los grandes poetas de la civilización moderna», y «raras veces se encuentra en la historia a un artista que muestre con mayor grado el poder del genio». Y según Juan José Luna, conservador del Museo del Prado, «en medio de este ambiente [la pintura de paisaje en el siglo XVII] surge la inigualable figura de Claudio de Lorena, dotada de unos principios estéticos que definirán toda una fase de la historia de la pintura de paisaje, cuya fuerza se proyecta a través de los siglos hasta hoy».

## Obras principales

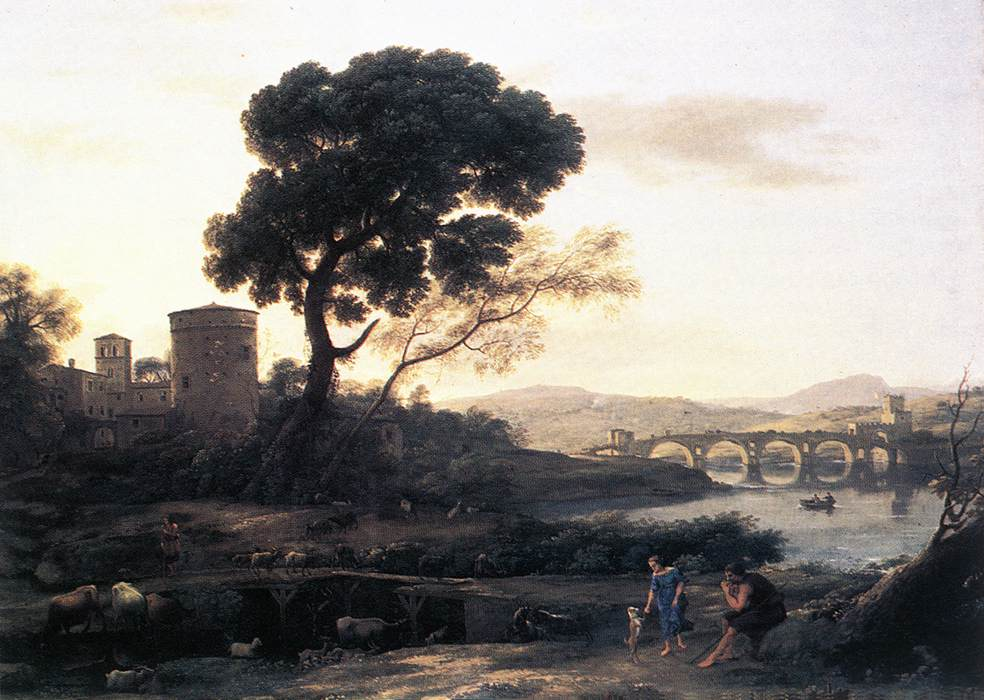
Paisaje campestre con el puente Milvio (1645), City Art Gallery, Birmingham

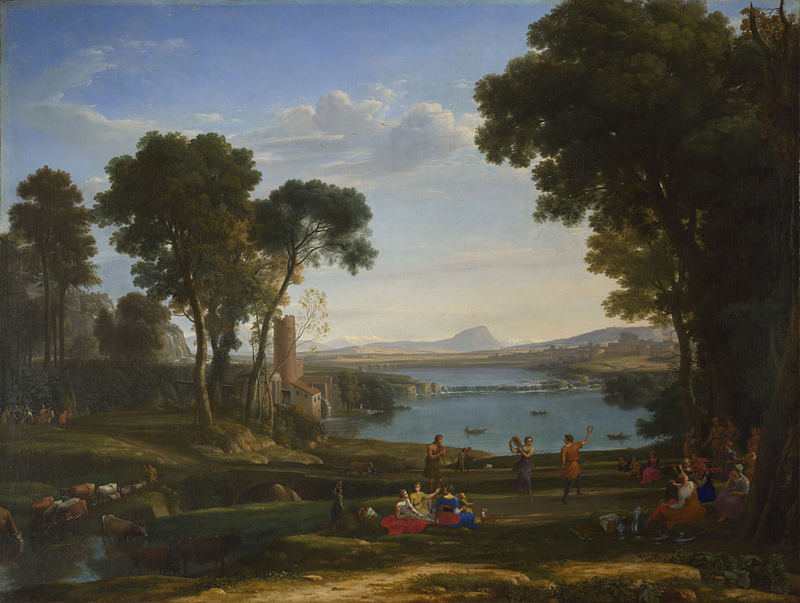
Paisaje con la boda de Isaac y Rebeca (1648), The National Gallery, Londres

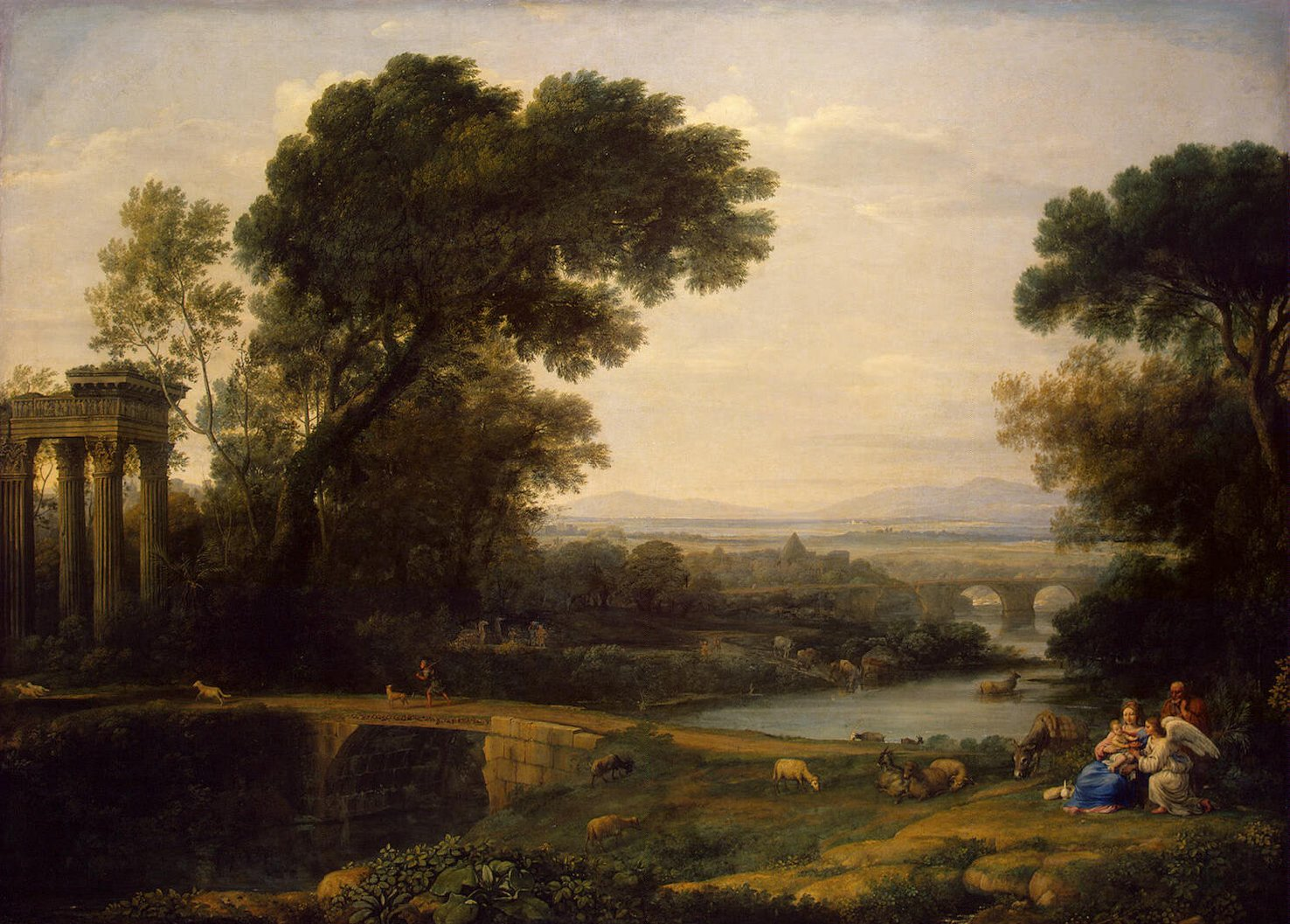
Paisaje con el descanso durante la huida a Egipto (1661), Museo del Hermitage, San Petersburgo

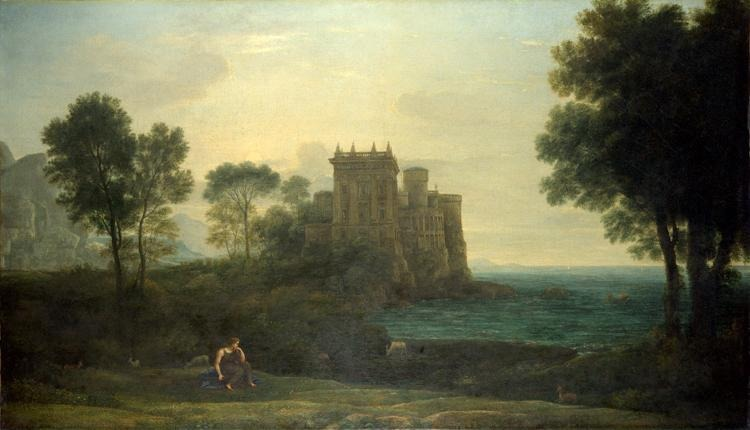
Paisaje con Psique en el exterior del palacio de Cupido (1664), National Gallery, Londres

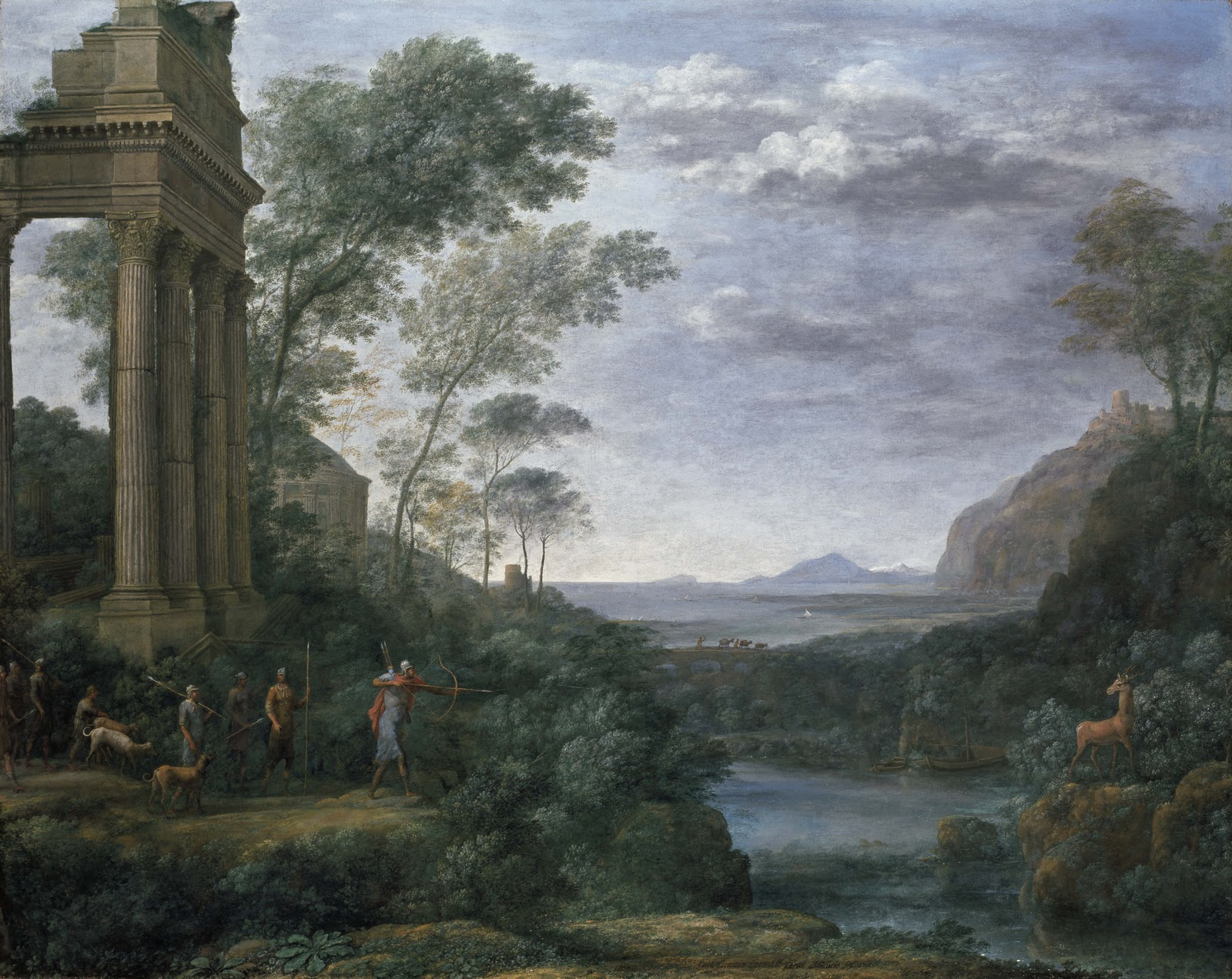
Paisaje con Ascanio asaeteando el ciervo de Silvia (1682), Ashmolean Museum, Oxford

Entre la extensa producción del artista, esta es una selección de obras de entre las más citadas en monografías sobre Lorrain:
- Paisaje con mercaderes (1630), óleo sobre lienzo, 97,2 x 143,6 cm, National Gallery of Art, Washington.
- El molino (1631), óleo sobre lienzo, 62 x 85 cm, Museum of Fine Arts, Boston.
- El Campo Vaccino (1636), óleo sobre lienzo, 53 x 72 cm, Museo del Louvre, París.
- La salida del rebaño (1636-37), óleo sobre lienzo, 98 X 130 cm, Museo del Prado, Madrid.
- Paisaje con San Onofre (1636-38), óleo sobre lienzo, 158 x 237 cm, Museo del Prado, Madrid.
- Paisaje con Santa María de Cervelló (1636-38), óleo sobre lienzo, 162 x 241 cm, Museo del Prado, Madrid.
- Paisaje con las tentaciones de San Antonio (1636-38), óleo sobre lienzo, 159 X 239 cm, Museo del Prado, Madrid.
- Puerto con la Villa Medici (1637), óleo sobre lienzo, 102 x 133 cm, Galleria degli Uffizi, Florencia.
- Puesta de sol en un puerto (1639), óleo sobre lienzo, 103 x 136 cm, Museo del Louvre, París.
- La campiña romana (1639), óleo sobre lienzo, 101,6 x 135,9 cm, Metropolitan Museum, Nueva York.
- Paisaje con Moisés salvado de las aguas del Nilo (1639), óleo sobre lienzo, 209 x 138 cm, Museo del Prado, Madrid.
- Paisaje con el entierro de Santa Serapia (1639), óleo sobre lienzo, 212 x 145 cm, Museo del Prado, Madrid.
- Paisaje con el embarque en Ostia de Santa Paula Romana (1639), óleo sobre lienzo, 211 x 145 cm, Museo del Prado, Madrid.
- Paisaje con Tobías y el Arcángel Rafael (1639), óleo sobre lienzo, 211 x 145 cm, Museo del Prado, Madrid.
- Vista del Monte Mario sobre el valle del Tíber (1640), pincel, 18,5 x 28,6 cm, British Museum, Londres.
- Puerto con Helíades afligidas (1640), óleo sobre lienzo, 125,5 x 175,5 cm, Wallraf-Richartz Museum, Colonia.
- Puerto con el embarque de Santa Úrsula (1641), óleo sobre lienzo, 113 x 149 cm, National Gallery de Londres.
- Puerto con el desembarque de Cleopatra en Tarso (1642-43), óleo sobre lienzo, 119 x 170 cm, Musée du Louvre, París.
- Paisaje costero italiano (1642), óleo sobre lienzo, 97 x 131 cm, Staatliche Museen, Berlín.
- Paisaje imaginario de Tivoli (1642), óleo sobre cobre, 21,6 x 25,7 cm, Courtauld Institute Galleries, Londres.
- Marina con las troyanas quemando los barcos (1643), óleo sobre lienzo, 105 x 152 cm, Metropolitan Museum, Nueva York.
- Paisaje con Samuel consagrando a David rey de Israel (1643), óleo sobre lienzo, 119 x 150 cm, Museo del Louvre, París.
- Puerto al anochecer (1643), óleo sobre lienzo, 74 x 99 cm, Royal Collection, Windsor.
- El vado (1644), óleo sobre lienzo, 68 x 99 cm, Museo del Prado, Madrid.
- Paisaje campestre con el puente Milvio (1645), óleo sobre lienzo, 74 x 97 cm, City Art Gallery, Birmingham.
- Paisaje con Céfalo y Procris reunidos por Diana (1645), óleo sobre lienzo, 102 x 132 cm, National Gallery, Londres.
- Paisaje con Apolo custodiando los rebaños de Admeto y Mercurio robándoselos (1645), óleo sobre lienzo, 55 x 45 cm, Galleria Doria-Pamphili, Roma.
- Paisaje con pastores (1645-46), óleo sobre lienzo, 68,8 x 91 cm, Szépművészeti Múzeum, Budapest.
- Marina con Apolo y la Sibila de Cumas (1645-50), óleo sobre lienzo, 99,5 x 127 cm, Museo del Hermitage, San Petersburgo.
- Puerto con la partida de Ulises de la tierra de los Feacios (1646), óleo sobre lienzo, 119 x 150 cm, Musée du Louvre, París.
- Amanecer (1646-47) óleo sobre lienzo, 102,9 x 134 cm, Metropolitan Museum, Nueva York.
- Puerto con Ulises restituyendo a Criseida a su padre (1648), óleo sobre lienzo, 119 x 150 cm, Musée du Louvre, París.
- Paisaje con la boda de Isaac y Rebeca (1648), óleo sobre lienzo, 149 x 197 cm, National Gallery, Londres.
- Puerto con el embarque de la Reina de Saba (1648), óleo sobre lienzo, 148 x 194 cm, National Gallery, Londres.
- Paisaje con Paris y Enone (1648), óleo sobre lienzo, 119 x 150 cm, Musée du Louvre, París.
- Paisaje con Apolo y las musas (1652), óleo sobre lienzo, 186 x 290 cm, National Gallery of Scotland, Edimburgo.
- Paisaje con Apolo custodiando los rebaños de Admeto y Mercurio robándoselos (1654), óleo sobre lienzo, 74 x 98 cm, Holkham Hall (Norfolk).
- Marina con el embarque de San Pablo (1654), óleo sobre cobre, 34 x 42 cm, Birmingham City Museum and Art Gallery, Birmingham.
- Marina con el rapto de Europa (1655), óleo sobre lienzo, 100 x 137 cm, Museo Pushkin, Moscú.
- Paisaje con Ariadna y Baco en Naxos (1656), óleo sobre lienzo, 77,5 x 103 cm, Arnot Art Museum, Elmira (Nueva York).
- Paisaje con Acis y Galatea (1657), óleo sobre lienzo, 100 x 135 cm, Gemäldegalerie Alte Meister, Dresde.
- Paisaje con la metamorfosis del pastor Apulo (1657), óleo sobre lienzo, 100 x 132 cm, Col. Duque de Sutherland, Mertoun, Roxburghshire.
- Abisai, Sabotai y Banaías llevan agua a David, que se halla en la caverna Odollan (1658), óleo sobre lienzo, 112 x 185 cm, National Gallery, Londres.
- Paisaje con el descanso durante la huida a Egipto (1661), óleo sobre lienzo, 113 x 156,5 cm, Museo del Hermitage, San Petersburgo.
- Paisaje con el padre de Psique ofreciendo sacrificios en el templo de Apolo (1663), óleo sobre lienzo, 174 x 220 cm, National Trust, abadía de Anglesey, Lode (Cambridgeshire).
- Paisaje con descanso en la huida a Egipto (1663), óleo sobre lienzo, 193 x 147 cm, Museo Thyssen-Bornemisza, Madrid.
- Paisaje con Psique en el exterior del palacio de Cupido (1664), óleo sobre lienzo, 87 x 151 cm, National Gallery, Londres.
- Paisaje con Herminia y los pastores (1666), óleo sobre lienzo, 92,5 x 137 cm, Col. Conde de Leicester, Holkham Hall, Norfolk.
- Paisaje con Abraham expulsando a Agar e Ismael (1668), óleo sobre lienzo, 107 x 140 cm, Alte Pinakothek, Múnich.
- Paisaje con la ninfa Egeria llorando a Numa (1669), óleo sobre lienzo, 157 x 199 cm, Museo Nazionale Capodimonte, Nápoles.
- Paisaje nocturno con la lucha de Jacob y el ángel (1672), óleo sobre lienzo, 116 x 159 cm, Museo del Hermitage, San Petersburgo.
- Paisaje con Eneas en Delos (1672), óleo sobre lienzo, 100 x 134 cm, National Gallery, Londres.
- Vista de Delfos con una procesión (1673), óleo sobre lienzo, 101,7 x 127,3 cm, Art Institute of Chicago.
- Paisaje con el desembarco de Eneas en el Lacio (1673), óleo sobre lienzo, 175 x 224 cm, Anglesey Abbey, Cambridgeshire.
- Marina con Perseo y el origen del coral (1674), óleo sobre lienzo, 100 x 127 cm, Col. Conde de Leicester, Holkham Hall, Norfolk.
- Puerto al amanecer (1674), óleo sobre lienzo, 72 x 96 cm, Alte Pinakothek, Múnich.
- Paisaje con el padre de Psique sacrificando en el templo de Apolo (1675), óleo sobre lienzo, 174 x 220 cm, Anglesey Abbey, Cambridgeshire.
- Vista de Cartago con Dido y Eneas saliendo a cazar (1676), óleo sobre lienzo, 120 x 149,2 cm, Kunsthalle, Hamburgo.
- Paisaje con San Felipe bautizando al eunuco (1678), óleo sobre lienzo, 84,5 x 140,5 cm, Col. Vizconde de Allendale, Northumberland.
- Apolo y las Musas en el Monte Helión (Parnaso) (1680), óleo sobre lienzo, 98 x 135 cm, Museum of Fine Arts, Boston.
- Paisaje con Noli Me Tangere (1681), óleo sobre lienzo, 84,5 x 141 cm, Städelsches Kunstinstitut, Fráncfort del Meno.
- Paisaje con el Cristo jardinero (1681), óleo sobre lienzo, 84,5 x 141 cm, Städelsches Kunstinstitut, Fráncfort del Meno.
- Paisaje con Ascanio asaeteando el ciervo de Silvia (1682), óleo sobre lienzo, 120 x 150 cm, Ashmolean Museum, Oxford.